# Sasunaga annularis
Sasunaga annularis là một loài bướm đêm trong họ Noctuidae.